# Alan Greene
Alan "Al" Greene (* 29. August 1911 in Denver, Colorado; † 12. März 2001 in Mount Prospect, Illinois) war ein US-amerikanischer Wasserspringer, der 1936 bei den Olympischen Spielen in Berlin die Bronzemedaille im Wasserspringen vom 3-Meter-Brett gewann.
In einer Zeit der Dominanz der US-amerikanischen Wasserspringer wurde Greene für die olympischen olympischen Sommerspielen 1936 in Berlin nominiert. Er wurde hier hinter seinen Landsmännern Richard Degener und Marshall Wayne Dritter vom Drei-Meter-Brett. Seine beiden Kontrahenten hatte er Anfang desselben Jahres noch bei den nationalen Indoor-Meisterschaften der Amateur Athletic Union vom 1-Meter-Brett besiegen können.
Insgesamt konnten die US-Amerikaner bei diesen Olympischen Spielen 10 der 12 Medaillen beim Wasserspringen gewinnen.